# Deutsch-belarussische Gesellschaft

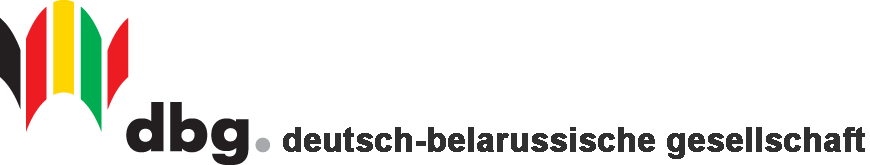
Früheres Logo (bis 2022)

Die Deutsch-belarussische Gesellschaft e. V. (Eigenschreibweisen: Deutsch-Belarussische Gesellschaft; deutsch-belarussische gesellschaft; dbg) wurde 1999 als gemeinnützige und überparteiliche Organisation in Berlin gegründet. Ihr primäres Ziel besteht darin, die Verständigung und Kooperation zwischen Akteuren in Belarus und Deutschland zu fördern. Insbesondere organisiert die dbg jährlich das Minsk Forum.
Die dbg ist sowohl in Deutschland als auch in Belarus aktiv. Durch Projekte in den Bereichen Gesellschaft, Kultur, Politik, Wirtschaft und Wissenschaft trägt sie zum Austausch und zur Vernetzung zwischen den beiden Ländern bei. Dabei kooperiert sie unter anderem mit Nichtregierungsorganisationen, Think-Tanks, Vertretern staatlicher Institutionen, Experten, Aktivisten und Künstlern.
Im August 2020 gehörte die Deutsch-belarussische Gesellschaft zu den Mitiniatoren des „Arbeitskreises Belarus“, welches als Forum für Expertise und Kontakte zu Belarus fungieren soll. Zu den anderen Mitbegründern zählen der Deutsch-Russische Austausch, das Zentrum Liberale Moderne, der Verein „Menschenrechte in Belarus“, der Europäische Austausch und die Belarusische Gemeinschaft „Razam“.
Zu den ehemaligen Vorsitzenden der dbg gehören Rainer Lindner und Markus Meckel.